# إسماعيل جولجو
إسماعيل جولجو يعرف باسم جولجو بالإنجليزية( Gulgee ) ,(2) أكتوبر 1926-16 ديسمبر 2007) كان رسام باكستاني.

## نشأته وتعليمه
```
وُلد جولجو في 25 أكتوبر  1926 في كاريمبوا، بيشاور، 
باكستان
. اما بالنسبة لتعليمه، لقد إرتاد 
كلية لورانس موري
 ثم أنتقل إلى 
جامعة عكيرة
 لدراسة 
الهندسة المدنية
، ثم إلى 
الولايات المتحدة
 لمتابعة دراسته العليا. أثناء دراسته للهندسة في 
جامعة كولومبيا
 في 
الولايات المتحدة
 بدأ بممارسة الرسم، فيما بعد درس جولجو في 
جامعة هارفرد
.
```

## أسلوبه بالرسم
```
كرسام، قبل 1959، جولجو رسم جميع 
العائلة الملكيةالأفغانية
،وفي أوائل 1960 انتقل للرسم التجريدي. كان جولجو يتمتع بمهارة فطرية في 
رسم البورتريه
. وفقاً 
لبارثا ميتر
: كان يتمتع ’’بدعم فاخر من الدولة ‘‘ والكثير من اللجان الراقية. ومع هذا، لربما كان معروف بشكل عالمي لرسمه التجريدي والذي كان مستوحاً من 
الخط العربي
، وكان متأثراً بحركة (الرسم الإيمائي التي حدثت لمدة عقد 1950-1960). البعض يقول بأن ’’آلين هاميلتون‘‘ كانت متأثرة بشدة بجولجو، وبأعماله المستوحاة من الخط العربي 
والرسم الإيمائي
. القيمة الكبيرة تحتل الوحدة للتدفق الإيمائية. غالباً ما تكون لوحات جولجو كبيرة جداً بالمقارنة مع الرساميين التجريديين أو 
أسلوب التعبير التجريدي
. في بعض الأحيان كان يستخدم مواد مثل المرآة أو أوراق الفضة والذهب في الرسم الزيتي.لذلك تظهر هذه اللوحات على أنها مثل الفن الإعلامي المختلط.
```

```
وفقاً 
لمتحف الميتروبولتين
 للفن، لوحات جولجو الخاصة بالخط العربي باستخدام 
الحروف العربية
 والأردية هي إسناد للتجريد والإيماء، طبقات الطلاء الممسوحة تدل على الجودة الرسمية للرسم الزيتي. بينما تشير إلى عناصر التصميم الإسلامي.
```

```
في بداية العقد 1960 (إن لم يكن قبل ذلك) جولجو وأخوه الأصغر ’’آغا صدر الدين ‘‘(عُرف بصناعة الأفلام  وكمصور للحياة)، أخترعوا تماثيل تحوي قطع برونزية (التي كانت موجودة بكثير من رسوماته)  واستخدموا الخط في الشكل والإلهام، وفي بعض الأحيان اختص واعتمد على آيات من 
القرآن
.
```

ابنه آمين جولجو أيضاً رسام مشهور.

## المهام العالمية والخاصة
```
 تلقى جولجو العديد من طلبات الرسم عالمياً، من 
العائلة الملكية السعودية
 إلى 
رئاسة إسلام أباد
، والعديد من أعماله وضعت في 
مسجد الملك الفيصل
 في إسلام أباد.
```

## الجوائز
- جائزة فخر الأداء في 1970 من الرئيس الباكستاني.
- جائزة (سيتارا أمتياز) نجمة الأمتياز في 1982 من قبل الحكومة الباكستانية.
- جائزة هلال الأمتياز في 1990 من قبل الرئيس الباكستاني.

## مقلته
في 19 ديسيمبر 2007 وجد جولجو وزوجته ’’زارين ‘‘وخادمتهم متوفيين خنقاً من قبل الحاشية، كانت  تعتقد الشرطة بأنهم قتلوا، التقارير الرسمية أظهرت بأنهم قد توفوا منذ ثلاثة أيام، مما يؤدي إلى تخمين وقت الموت الحقيقي وهو ب16 ديسمير 2007. وجدت جثثهم مُربّطة  ومكممة في غرف منفصلة في البيت. السبب الأولي لموتهم نُسب إلى الأختناق. وفقاً لتقارير الصحافة، بلغ أبنه عن فقدان سيارة والده والسائق، ورائحة كريهة قادمة من بيت عائلته. دُفن جولجو في مساء 20 ديسمبر 2007 في كراتشي.
في تلك الأثناء، سائق جولجو أحد الخدم تم أعتقالهم من قبل الشرطة بسبب الشك بهم وللمحاكمة في المحكمة، تأجلت القضية لعدة سنوات.أخيراً في 2017، كلاهما أدينا وحكم عليهما بالحبس مؤبداً.